# Jekaterina Gubanowa
Jekaterina Gubanowa (russisch Екатерина Губанова; geboren 1979 in Moskau) ist eine russische Opernsängerin der Stimmlage Mezzosopran.

## Leben und Wirken
Gubanowa studierte zunächst Klavier und war Ehrenabsolventin im Fach Chordirigieren. Ihre Gesangsstudien absolvierte sie am Moskauer Konservatorium und anschließend an der Sibelius-Akademie in Helsinki. Im Jahr 2002 wurde sie Mitglied des Young Artists Programms am Londoner Royal Opera House.
Ihre internationale Karriere begründete sie 2005 als Brangäne in Tristan und Isolde an der Opéra National de Paris, weitere Engagements in dieser Rolle an führenden Opernhäusern folgten. Seitdem trat sie an der Mailänder Scala, der Metropolitan Opera, dem Royal Opera House, der Wiener Staatsoper, der Bayerischen Staatsoper, der Deutschen Oper Berlin, der Semperoper, dem Teatro Real Madrid, dem Moskauer Bolschoi-Theater, der Oper Rom, dem Teatro San Carlo, dem Teatro Comunale di Bologna, dem Gran Teatre Barcelona, der Lyric Opera of Chicago, der Nationaloper Amsterdam, den Opernhäusern von Rotterdam, Florenz, Valencia, Buenos Aires, Toronto, Tokio und in Israel auf.
Zudem gastierte sie bei den BBC-Proms, im Festspielhaus Baden-Baden, bei den Salzburger Festspielen, beim Lucerne Festival und beim Maggio Musicale Fiorentino. Bei den Bayreuther Festspielen sang sie von 2019 bis 2021 die Partie der Venus in Tannhäuser, ebenso im Mai 2025 an der Wiener Staatsoper.
Gubanova arbeitete unter anderem mit den Dirigenten Daniel Barenboim, Semyon Bychkov, Gustavo Dudamel, Valery Gergiev, Philippe Jordan, Zubin Mehta, Riccardo Muti, James Levine, Kent Nagano, Simon Rattle, Mark Elder und Esa-Pekka Salonen zusammen.
Ihr Rollenrepertoire als Opernsängerin umfasst sowohl schwerpunktmäßig Opern von Wagner und Verdi als auch Werke russischer und französischer Komponisten. Aufgrund der Flexibilität ihrer Stimme übernahm sie ebenfalls Alt-Partien wie Erda. Gubanowa wirkt außerdem als Konzert-, Oratorien- und Liedsängerin, dabei zählen zu ihrem Repertoire unter anderem die Partie der Marguerite in Berlioz’ symphonischer Dichtung Roméo et Juliette Beethovens 9. Sinfonie, Verdis Messa da Requiem, die Mezzosopranpartie in Rossinis Stabat Mater sowie in Werken von Gustav Mahler die 2. Sinfonie, das Lied von der Erde und die Rückert-Lieder.

## Opernrepertoire (Auswahl)
- Bartók: Judith in Herzog Blaubarts Burg
- Bellini: Adalgisa in Norma
- Berlioz: Cassandre in Les Troyens
- Berlioz: Marguerite in La damnation de Faust
- Bizet: Titelrolle in Carmen
- Cherubini: Néris in Medea
- Donizetti: Giovanna in Anna Bolena
- Dvořák: Die fremde Prinzessin in Rusalka
- Enescu: Jokaste in Oedipe
- Gluck: Glitemnestre in Iphigénie en Aulide
- Massenet: Charlotte in Werther
- Mussorgski: Marina Mnischek in Boris Godunow
- Offenbach: Giulietta in Les contes d’Hoffmann
- Prokofjew: Hélène Bezukhova in Krieg und Frieden
- Rimski-Korsakow: Ljubascha in Zarenbraut
- Strawinsky: Jokaste in Oedipus Rex
- Strauss: Herodias in Salome
- Tschaikowski: Olga in Eugen Onegin
- Tschaikowski: Polina in Pique Dame
- Tschaikowski: Titelpartie in Jungfrau von Orléans
- Verdi: Eboli in Don Carlo
- Verdi: Amneris in Aida
- Verdi: Azucena in Il trovatore
- Wagner: Venus in Tannhäuser
- Wagner: Ortrud in Lohengrin
- Wagner: Fricka in Die Walküre
- Wagner: Fricka und Erda in Das Rheingold
- Wagner: Erda in Das Rheingold
- Wagner: Brangäne in Tristan und Isolde
- Wagner: Kundry in Parsifal

## Auszeichnungen
- 2001: International Marmande Competition, Frankreich (Grand Prix und Publikumspreis)[5]
- 2004: Mirjam Helin International Singing Competition, Helsinki (2. Preis)[5]
- 2020: Casta Diva Preis in der Kategorie „Singer of the Year“[5]